# Muerte de Mario González
La muerte de Mario González, un hombre hispano de 26 años, se produjo un 19 de abril de 2021 a manos de un agente del Departamento de Policía de Alameda (California).
Según el primer informe oficial del incidente, el departamento decía literalmente que González murió tras un "scuffle" («pelea») y "physical altercation" («altercado físico») que provocó una "emergencia médica".
Sin embargo, en las imágenes de la cámara corporal publicadas el 27 de abril, se podía ver que Mario González responde pacíficamente y por no proporcionar su identificación es inmovilizado contra el suelo durante más de cinco minutos, hasta perder el conocimiento. Murió bajo custodia policial.

## Involucrados

### Mario González
Mario González (24 de diciembre de 1994 – 19 de abril de 2021) era un hombre de 26 años de Oakland (California), además de padre y era el principal cuidador de su madre y de su hermano, que tiene autismo.

### Agentes
Los agentes involucrados en la muerte de González fueron identificados como Eric McKinley, en oficio durante tres años; Cameron Leahy, también durante tres años, y James Fisher, durante 10. Los tres fueron puestos en baja administrativa con sueldo.

## Hechos
Un oficial se acerca a González en un parque después de que la policía dijera que estaban respondiendo a los informes de un hombre que se creía que estaba ebrio y era sospechoso de robo. González estaba en el parque con dos pequeñas canastas de comestibles Walgreens, una de las cuales contenía una botella de licor abierta. Los hechos empezaron de forma calmada, con Mario y el oficial discutiendo varios temas, incluyendo un presunto robo de los efectos personales de Mario, incluido su teléfono móvil. Los oficiales le pidieron que mostrara su nombre e identificación; González no presenta identificación. Los oficiales se acercan a González, le piden que camine hacia ellos e intentan colocarle sus manos detrás de la espalda, diciendo "Por favor, no te resistas, ¿ok?". Los oficiales finalmente le tiran al suelo y uno de ellos le hunde la rodilla y antebrazos en la espalda de Mario durante cuatro minutos. Se puede ver a Mario moviéndose con dificultad e intentando coger aire, a la vez que decía: "No hice nada" y "Por favor, no me lastimes". González pierde el conocimiento, momento en el que los oficiales se echan encima suya, le hacen la RCP durante cinco minutos y le dan dos dosis del aerosol nasal Narcan. Más tarde fue declarado muerto en el hospital.

## Investigación
El incidente está siendo investigado por el Departamento del Sheriff del condado de Alameda, la oficina del fiscal de distrito del condado de Alameda y un exfiscal de la ciudad de San Francisco que fue contratado para realizar una investigación independiente. Los funcionarios de la ciudad declararon que están "comprometidos con la transparencia total y la rendición de cuentas después de la muerte del Sr. González".
La autopsia está pendiente y no se ha determinado la causa de la muerte.

## Reacciones

### Familia
El hermano de González declaró: "Todo lo que vimos en ese video fue innecesario y poco profesional. La policía mató a mi hermano de la misma manera que mataron a George Floyd". La madre de González dijo: "Es un tipo encantador. Es respetuoso todo el tiempo. Han roto a mi familia sin motivo alguno." Julia Sherwin, abogada que representa a la familia González, afirmó: "Su muerte fue completamente evitable e innecesaria. Un hombre borracho en un parque no equivale a una pena capital."

### Instituciones
El director ejecutivo de CURYJ, George Galvis, declaró: “Hemos visto este teatro una y otra vez. La policía presenta una narrativa falsa hasta que se revelan las imágenes y se descubre la verdad. Le hicieron esto con la muerte de Adam Toledo, de 13 años, y se lo habrían hecho a George Floyd si no hubiera habido una grabación."

### Figuras públicas
La alcaldesa de Alameda, Marilyn Ezzy Ashcraft, declaró: “Estoy muy afligida. Era un joven. Esto no debería haber sucedido."
En Twitter, el exsecretario de Vivienda y Desarrollo Urbano, Julián Castro, escribió: "La policía de Alameda, CA escribió en un informe que Mario González era violento antes de su arresto y murió en el hospital después de una 'emergencia médica'. Las imágenes de la cámara corporal muestran que estaba tranquilo y en paz. Murió en el lugar después de que se arrodillaron sobre su espalda durante 5 minutos."

## Consecuencias

### Comparación con otros casos
Las imágenes de la muerte de González han sido comparadas con el asesinato de George Floyd por Derek Chauvin, quien fue condenado por homicidio justo el día de la muerte de González.